# Welcome to My Nightmare
Welcome to My Nightmare é o primeiro álbum da carreira solo do cantor e compositor Alice Cooper, lançado em 1975.

## Faixas
1. "Welcome to My Nightmare"  (Alice Cooper, Dick Wagner) – 5:19
2. "Devil's Food"  (Cooper, Bob Ezrin, Kelly Jay) – 3:38
3. "The Black Widow"  (Cooper, Wagner, Ezrin) – 3:37
4. "Some Folks"  (Cooper, Ezrin, Alan Gordon) – 4:19
5. "Only Women Bleed"  (Cooper, Wagner) – 5:49
6. "Department of Youth"  (Cooper, Wagner, Ezrin) – 3:18
7. "Cold Ethyl"  (Cooper, Ezrin) – 2:51
8. "Years Ago"  (Cooper, Wagner) – 2:51
9. "Steven"  (Cooper, Ezrin) – 5:52
10. "The Awakening"  (Cooper, Wagner, Ezrin) – 2:25
11. "Escape"  (Cooper, Mark Anthony, Kim Fowley) – 3:20